# Konevo (distrikt i Sjumen)
Konevo (bulgariska: Конево) är ett distrikt i Bulgarien.   Det ligger i kommunen Obsjtina Vărbitsa och regionen Sjumen, i den östra delen av landet, 280 km öster om huvudstaden Sofia.
I omgivningarna runt Konevo växer i huvudsak lövfällande lövskog. Runt Konevo är det ganska glesbefolkat, med 21 invånare per kvadratkilometer.